# Dagmar Hellberg
Dagmar Hellberg (* 1954 in Karlsruhe) ist eine deutsche Musicaldarstellerin, Schauspielerin und Sängerin.

## Leben
Dagmar Hellberg ist die Tochter von Anna und Kurt Eugen Leibersberger, die als Hellberg-Duo in den 1950er- bis 70er-Jahren mit volkstümlicher Musik erfolgreich waren. Hellberg stand erstmals im Alter von sechs Jahren auf der Bühne; zusammen mit ihren Eltern trat sie als „Die Schwarzwald-Spatzen“ auf.
Ihre Bühnenausbildung absolvierte sie in München. Diese finanzierte sie als Sängerin ihrer Rockband, mit Studiojobs und als Moderatorin beim Bayerischen Rundfunk der Bayern-3-Sendung Pop nach acht, die zuvor Thomas Gottschalk moderiert hatte. Hellberg war zwanzig Jahre mit dem Wiener Schauspieler Michael Thomas verheiratet. Aus dieser Ehe entstammt ein gemeinsamer Sohn.

### Musical und Schauspiel
Hellberg zählt heute zu den bedeutendsten deutschsprachigen Musicaldarstellerinnen und spielte an bekannten Bühnen wie dem Theater des Westens in Berlin, der Volksoper Wien, dem Opernhaus Graz, dem Theater an der Wien, dem Raimundtheater, dem Ronacher und dem Stadttheater Klagenfurt. Bekannte Hauptrollen hatte sie unter anderem in den Musicals Evita, The Rocky Horror Show, Jesus Christ Superstar, Sweeney Todd, Les Misérables, Anything Goes oder Fame. Seit der Spielzeit 2016/17 gehört sie dem Ensemble des Staatstheaters am Gärtnerplatz an.
Hellberg ist auch bekannt aus mehreren Film- und Fernsehproduktionen.

### Gesang
Hellberg war 1979 Gründungsmitglied des deutschen 80er-Jahre-Damenquartetts The Hornettes. Dort wurde sie 1981 durch Linda G. Thompson ersetzt. Als Solosängerin ist sie auf dem 2004 erschienenen Tributealbum abba FOREVER mit dem Song Ich kann ihn versteh’n vertreten. Sie sang unter anderem auch bei der Progressive-Rock-Band Central Park an der Seite des Frontmanns Heiko Möckel und ist auf dem Album Live! – The Unexpected Concert (2008) zu hören.

## Filmografie
- 1986: Der Alte: Floßfahrt ins Jenseits (Serienepisode; Regie: Dietrich Haugk)
- 1987: Der Alte: Wie das Leben so spielt (Serienepisode; Regie: Dietrich Haugk)
- 1987: Hessische Geschichten: Schein oder Nichtschein/Vorschrift ist Vorschrift/Eine Seele von Mensch/Die Leiche war der Mörder (Serienepisode; Regie: Heinz Schirk)
- 1988: Hessische Geschichten: Reine Geschmackssache/Null Komma nix/Der Schatz vom Baggersee (Serienepisode; Regie: Ulrich Stark)
- 1990: Hotel Paradies: Wer war der Täter? (Serienepisode; Regie: Michael Günther)
- 1994: Der Mann von La Mancha (Fernsehfilm; Regie: Felix Breisach)
- 2012: Randgänger (Regie: Renate Woltron)
- 2012: Let Me Try Again (Regie: Gerhard Fresacher)

## Diskografie
(hier nur Solo-Veröffentlichungen)
Singles
- 1979: Gib mir ein wenig Liebe (Single; Polydor)
- 1985: Ich kann ihn versteh’n (Split-Single mit Angelika Milster; Single; Polydor)
- 2004: Ich kann ihn versteh’n (Samplerbeitrag zu abba FOREVER)

## Hörspiele
- 1980: Donald Barthelme: Das Konservatorium – Regie: George Tabori (Hörspiel – HR/NDR/SDR)

## Auszeichnungen
- 2011: Nestroy-Theaterpreis; Mitgewinnerin für die Kafka-Produktion Amerika als „beste Österreichische Bunderländerproduktion“[5]
- 2013: Österreichischer Musiktheaterpreis – Goldener Schikaneder in der Kategorie Beste weibliche Nebenrolle für die Rolle der „Domina“ in Die spinnen, die Römer! an der Volksoper Wien
- 2022: Bayerische Kammerschauspielerin